# Peter et Wendy
Pour les articles homonymes, voir Peter Pan (homonymie).
Ne doit pas être confondu avec Peter Pan et Wendy.
 (juillet 2016).
Si vous disposez d'ouvrages ou d'articles de référence ou si vous connaissez des sites web de qualité traitant du thème abordé ici, merci de compléter l'article en donnant les références utiles à sa vérifiabilité et en les liant à la section « Notes et références ».
Peter et Wendy (en anglais : Peter and Wendy) ou Peter Pan, ou encore Peter Pan, ou le garçon qui ne voulait pas grandir (en anglais : Peter Pan; or, the Boy Who Wouldn't Grow Up) est l’œuvre la plus célèbre de l’écrivain écossais J. M. Barrie.
Elle a d’abord été une pièce de théâtre, jouée pour la première fois en 1904, puis un roman dont la première édition date de 1911. Elle raconte l’histoire de Peter Pan, un petit garçon capable de voler et ses aventures au Pays imaginaire  avec Wendy Darling et ses frères, la fée Clochette (Tinker Bell), les enfants perdus (the Lost Boys), la princesse indienne Lily la Tigresse (Tiger Lily) et le capitaine Crochet. La pièce et le roman ont été inspirés par l’amitié de Barrie avec la famille Llewelyn Davies. Barrie a apporté des corrections à la pièce durant des années après sa première représentation. Le roman ne constitue que l’une des versions de l’histoire.

## Pièce de théâtre
La pièce est jouée pour la première fois à Londres le 27 décembre 1904 avec Nina Boucicault, la fille du dramaturge Dion Boucicault, dans le rôle-titre. Elle est montée dès 1905 à Broadway avec Maude Adams dans le rôle de Peter Pan, puis dans d'autres théâtres avec des actrices telles que Marilyn Miller et Eva Le Gallienne. Par la suite la pièce a donné lieu à des adaptations sous forme de pantomimes, de comédies musicales, d'émissions télévisées spéciales, et de plusieurs films, dont un film muet de 1924, un long métrage d'animation de Walt Disney de 1953, et un film d’action de 2003. Au Royaume-Uni, elle n'est plus que rarement montée sous sa forme originale, mais les pantomimes sont souvent organisées durant la période de Noël. Aux États-Unis, la version originale a également été supplantée par la version musicale de 1954, qui est devenue populaire à la télévision.

## Roman
Le roman est publié pour la première fois en 1911 par Hodder & Stoughton au Royaume-Uni et par Charles Scribner’s Sons aux États-Unis. L'édition originale contient un frontispice et 11 plaques en demi-teinte de l'artiste Francis Donkin Bedford. Le roman a d'abord été abrégé par May Byron en 1915, avec la permission de Barrie, et publié sous le titre Peter Pan et Wendy, utilisé pour la première fois. Cette version est ensuite illustrée par Mabel Lucie Attwell en 1921. Le roman est généralement publié sous ce titre ou tout simplement sous celui de Peter Pan. Le script de la pièce, que Barrie n’a pas cessé de réviser depuis sa première représentation, a été publié en 1928. En 1929, Barrie lègue les droits d'auteurs de Peter Pan au Great Ormond Street Hospital, un hôpital pour enfants londonien.

## Analyses
Plusieurs analystes et spécialistes de Barrie indiquent que Peter Pan reste l'histoire de Wendy (avant d'être celle du héros titre) et l'interprètent comme un texte féministe,.

## Adaptations
Cette œuvre a été adaptée de nombreuses fois, au cinéma, à la télévision, en bande dessinée et en Web-série.

### Littérature
- 1990-2004 : Peter Pan, série de bande dessinée en six volumes de Régis Loisel (Vents d'Ouest).
- 2004 : Les ombres de Peter Pan, anthologie de vingt-et-une nouvelles établie par Richard Comballot et centrée sur l'univers de Barrie (Mnémos).
- 2006 : L'Habit rouge de Peter Pan, roman jeunesse de Geraldine McCaughrean, seule suite officielle reconnue par les ayants droit de Barrie (Pocket Jeunesse).
- 2006 : Les Terribles Aventures du Futur Capitaine Crochet, roman jeunesse de James V. Hart, préquelle aux aventures imaginées par Barrie centrée sur le jeune J.A.S. Hook (Flammarion).
- 2009 : Le journal de Peter: Londres 1898, livre jeunesse illustré de Martin Maniez et Sébastien Perez, préquelle aux aventures imaginées par Barrie (Milan).
- 2013-2014 : Wendy, duologie en bande dessinée de Fred Duval et Christophe Quet. L'histoire est transposée durant la Première Guerre Mondiale ; Wendy est ici une femme adulte qui œuvre au service de la Couronne britannique, chargée de retrouver le Capitaine William James, soupçonné d'avoir sympathisé avec l'ennemi (Delcourt).
- 2016-2018 : Oliver & Peter, trilogie en bande dessinée de Florent Daniel, Philippe Pelaez et Cinzia Di Felice où Peter Pan partage la vedette avec Oliver Twist (Éditions Sandawe).
- 2017 : L'île de Peter, roman d'Alex Nikolavitch appartenant à la science-fiction, il suit l'idée d'une boucle spatio-temporelle où Neverland et ses habitants seraient prisonniers (Les Moutons électriques).
- 2017 : The Wendy Project, bande-dessinée de Melissa Jane Osborne et Veronica Fish, elle reprend les personnages du roman dans un contexte contemporain et propose une métaphore du deuil (Ankama).
- 2017 : Moi, Peter Pan, novella de Michael Roch, réinterprétation sombre et réaliste des figures imaginées par Barrie (Mü).
- 2017 : Les contes interdits : Peter Pan, roman de Simon Rousseau. Ce thriller horrifique transpose les personnages dans une enquête moderne (Éditions AdA).
- 2019 : Twisted Tale : Tout droit jusqu'au matin, roman pour adolescents d'Elizabeth J. Braswell. Basée sur le film d'animation des studios Disney et l'œuvre de Barrie, la trame propose une histoire alternative où Wendy se serait rendue au Pays imaginaire en compagnie du capitaine Crochet (Hachette).
- 2020 : Tant que vole la poussière, roman de Cameron Valciano, suite du roman original, centrée sur les aventures d'une Wendy adulte épaulée par le Capitaine Hook. Peter Pan y est présenté comme l'antagoniste et la déité vénérée du Pays Imaginaire (Magic Mirror éditions).
- 2021 : L'Enfant Pan, roman pour adolescents d'Arnaud Druelle, préquelle aux aventures imaginées par Barrie (Gulf Stream).
- 2021 : Hooked, dark romance d'Emily McIntire (auto-édition).

### Cinéma
- 1924 : Peter Pan de Herbert Brenon.
- 1953 : Peter Pan de Clyde Geronimi, Wilfred Jackson et Hamilton Luske.
- 1987 : Peter Pan de Leonid Netchaïev.
- 1991 : Hook ou la Revanche du capitaine Crochet de Steven Spielberg.
- 2002 : Peter Pan 2 : Retour au Pays imaginaire de Robin Budd.
- 2003 : Peter Pan de P. J. Hogan.
- 2004 : Neverland de Marc Forster, adapté de la pièce The Man Who Was Peter Pan d'Allan Knee (1998) et centré sur la création de Peter Pan.
- 2015 : Pan de Joe Wright.
- 2020: Wendy de Benh Zeitlin.
- 2022 : Peter Pan et Wendy (Peter Pan & Wendy) de David Lowery.

### Télévision
- 1962 : Peter Pan de Paul Verhoeven (réalisateur allemand).
- 1989 : Peter Pan de Yoshio Kuroda.
- 1990 : Peter Pan et les Pirates de Sam Graham, Chris Hubbell et David Bennett Carren.
- 2011 : Neverland, mini-série de Nick Willing et préquelle au texte de Barrie.
- 2012 : Les Nouvelles Aventures de Peter Pan de DQ Enternainement, Method Animation et De Agostini.
- 2014 : Once Upon a time, série créée par Edward Kitsis et Adam Horowitz. Peter Pan est l'antagoniste de la première partie de la saison 3 ; il retient Wendy prisonnière. Killian Jones, le Capitaine Crochet, est un personnage régulier puis principal à compter de cette saison.
- 2015 : Peter and Wendy, téléfilm de Diarmuid Lawrence.

### Musique
- 1950 : Peter Pan, comédie musicale américaine, composée par Leonard Bernstein.
- 1954 : Peter Pan, comédie musicale américaine, composée par Carolyn Leigh et Mark Charlap.
- 2006 : The Wendy Trilogy, sur l'album folk Sirens de S. J. Tucker. Ces trois chansons (Wendy On Board, Red-Handed Jill et Green-Eyed Sue - Sue's Jig) adoptent le point de vue de Wendy.
- 2012 : Finding Neverland, comédie musicale britannique, composée par Gary Barlow, Eliot Kennedy et James Graham, adaptée de la pièce The Man Who Was Peter Pan d'Allan Knee (1998) et centrée sur la création de Peter Pan.
- 2017 : Bat Out Of Hell, opéra rock britannique composé par Jim Steinman, propose une version futuriste de Peter Pan dans un univers post-apocalyptique. Peter est ainsi renommé Strat, le chef du groupe dissident The Lost. Il doit sa jeunesse éternelle a des expérimentations chimiques.